# Пуйкконен, Яри
Я́ри Пу́йкконен (фин. Jari Puikkonen; род. 25 июня 1959 года в Лахти, Финляндия) — финский прыгун с трамплина, олимпийский чемпион 1988 года в команде, двукратный бронзовый призёр Олимпийских Игр (1980 — в прыжках с большого трамплина, 1984 — в прыжках с обычного трамплина), 4-кратный чемпион мира (1989 — в прыжках с большого трамплина, 1984, 1985 и 1989 — в команде).
Завершил карьеру в 1991 году.